# Doug Headline
Pour les articles homonymes, voir Headline et Manchette.
 (octobre 2018).
Doug Headline, de son vrai nom Tristan Jean Manchette (parfois crédité comme « Jean Manchette »), fils de Jean-Patrick Manchette, né le 30 octobre 1962, est un journaliste, éditeur, scénariste et réalisateur français.

## Biographie

### Jeunesse et travaux journalistiques
Né en 1962 dans la banlieue sud de Paris, Tristan Manchette grandit entouré de parents cinéphiles et passionnés de littérature. En 1973, à l’occasion de la première adaptation au cinéma d’un roman de son père, Jean-Patrick Manchette, il assiste au tournage de Nada, le film tiré par Claude Chabrol du roman éponyme.
Désireux de se lancer rapidement dans le monde du travail, il commence par assister son père dans la rédaction de chroniques sur le cinéma pour l’hebdomadaire Charlie Hebdo et signe ses premiers articles de presse dans Charlie Mensuel en 1980. La même année, il entre à la rédaction du mensuel de bandes dessinées Métal hurlant. C’est à l’occasion de son arrivée à Métal hurlant qu’il adopte, en hommage à son père (qui signait ses chroniques dans Charlie Mensuel du pseudonyme de « Shuto Headline ») et à l’acteur américain Douglas Fairbanks, le pseudonyme de Doug Headline. Il collabore à la revue jusqu'en 1984, écrivant des articles ainsi que des scénarios d'histoires courtes pour des dessinateurs tels que Yves Chaland ou Luc Cornillon. Il y sera également l’artisan d’un numéro spécial sur le film de John Milius, Conan le Barbare.
Au cours des années 1980, on retrouve également sa signature dans de nombreuses publications comme Actuel, Libération, Nitro, The Face, et il tient la chronique cinéma de Rock & Folk. En 1982, il est l'un des fondateurs du magazine de cinéma Starfix, dirigé par Christophe Gans, dont il sera le premier rédacteur en chef. En 1989 et 1990, il reprend momentanément la rédaction en chef de Starfix avec Nicolas Boukhrief et y collabore à nouveau comme journaliste. Ses derniers articles sur le cinéma sont parus dans Rock & Folk en 1999.

### Travaux littéraires et éditoriaux
Entre 1984 et 1986, Doug Headline est nommé par Frédéric Ditis conseiller à la direction de la branche grande diffusion du groupe éditorial Hachette. Il crée et dirige alors pour Hachette une collection de romans interactifs de type livre-jeu, « Maître du jeu ». Il écrit lui-même une douzaine d’ouvrages de ce type en collaboration avec différents auteurs, dont cinq livres de la série « La Saga du prêtre Jean » qui relate les pérégrinations d'un croisé à la recherche de la cité légendaire de Shangri-la. Chaque volume de ces aventures se déroule à une époque et en un lieu différents. D'autres séries de livres-jeux qu’il supervise, comme « Super pouvoirs », « Légendes et Maléfices », « Sinbad », ou « la Loi du Sabre » (les trois dernières parues au Livre de poche), comptent moins de titres.
En 1986, il est l'auteur d'une monographie sur l’acteur américain James Stewart. En 1987, il cofonde la maison d'édition de bandes dessinées Zenda qui publiera 130 albums sur cinq ans, parmi lesquels des intégrales de grands classiques américains comme Prince Vaillant et Little Nemo, des œuvres importantes de la nouvelle vague des comics anglais et américains comme Watchmen (traduit de l’anglais par Jean-Patrick Manchette ) et V pour Vendetta de Alan Moore ou Batman: Dark Knight (Batman: The Dark Knight Returns) de Frank Miller et les premiers albums d’auteurs français comme Olivier Ledroit ou Mezzo.
Doug Headline écrit également entre 1982 et 1990 le scénario de sept albums de bande dessinée pour les éditions Magic Strip, Delcourt et Zenda. Il est le coauteur en 1993 avec Dominique Cazenave d'un recueil d'entretiens sur le cinéaste John Cassavetes. De 1993 à 2004, il dirige trois collections de fantasy et de science-fiction aux éditions Payot & Rivages.
Doug Headline est aussi le traducteur de nombreux romans américains, biographies et nouvelles (novélisation des films Conan le Barbare et Dark Crystal, biographie de Clint Eastwood, romans de Donald Westlake, Elmore Leonard, John Crowley, Rupert Holmes, Valerio Evangelisti, etc) et de bandes dessinées (Parker de Darwyn Cooke). Après la mort de Jean-Patrick Manchette en 1995, il se consacre à faire publier les inédits et rééditer les œuvres de son père. 
Entre 1996 et 1999, il organise ainsi la publication du dernier roman inachevé de Jean-Patrick Manchette, La Princesse du sang, d'un numéro spécial Manchette de la revue Polar et de trois recueils de textes de l'auteur aux éditions Rivages. En 2008, il supervise l'édition d'un premier volume du journal intime de son père aux éditions Gallimard, Journal 1966-1974, et d'un numéro spécial de la revue Temps noir. Entre 2009 et 2011, sur la base d’un scénario de film qu’il a tiré du roman inachevé La Princesse du sang, il revient au scénario de bande dessinée en l'adaptant en deux tomes avec le dessinateur Max Cabanes pour la collection Aire Libre des éditions Dupuis. Cette collaboration se poursuit, dans la même collection, en 2014 avec l’adaptation du roman Fatale, en 2018 avec celle du roman Nada, et en 2021 avec celle du roman Morgue pleine.

### Travaux pour la télévision et le cinéma
Doug Headline est également réalisateur de documentaires et de fictions pour le cinéma et la télévision.
De 1993 à 1997, il réalise avec Dominique Cazenave plusieurs documentaires sur le cinéma pour Canal+, dont Anything for John, un portrait de l’acteur-réalisateur John Cassavetes, grand prix du public au festival de Montréal en 1995, Les Deniers du culte (dénommé Hollywood Rated R dans sa version internationale), un panorama du cinéma américain de série Z, Numéros de Série, une histoire de la collection de romans policiers Série noire, des portraits de Jeanne Moreau, Lino Ventura, Bernard Blier, Claude Chabrol, etc. En 1999, il écrit, produit et réalise un premier court-métrage, Le Jour des Corbeaux. En 2002, il écrit (avec Benoît Lestang) et réalise le film fantastique Brocéliande. En 2006, il écrit et réalise un des six épisodes de la série télévisée Sable Noir intitulé La Villa du crépuscule En 2011, il effectue le montage d’une nouvelle version du documentaire Anything for John à l’occasion de la première édition de celui-ci en vidéo.

### Autres travaux divers
En 1985 et 1986, Doug Headline a animé avec Karl Zéro sur Europe 1 une émission de radio hebdomadaire de deux heures intitulée Géant Gratuit, mêlant sketches absurdes et entretiens avec des artistes de variétés (Nino Ferrer, Charlélie Couture, Mylène Farmer, etc.).

## Publications
- New York Inferno, avec Jacques Terpant, (BD), Magic Strip, 1983
- Poussière d'étoiles, avec C. Alamy, (BD), Zenda 1990
- Ran Corvo, avec F. Blanchard, (BD), Zenda 1990
- Le Renard des océans, avec C. Bardon, (BD), Zenda 1991
- Les Muses, avec E. Héliot, (BD), Zenda 1991
- Diavolo le Solennel, avec J-D Pendanx, (BD) 1991
- James Stewart, Henry Veyrier, 1991
- La Citadelle pourpre, avec Jacques Terpant,(BD), Delcourt, 1993
- John Cassavetes : Portraits de famille, avec Dominique Cazenave, Ramsay, 1996
- La Princesse du Sang, avec Max Cabanes, (BD), Dupuis (tome 1 : 2009; tome 2 : 2011)
- Fatale, avec Max Cabanes, (BD), Dupuis, 2014
- L'Amour et le Vertige, livre complément du film Love Streams, Wild Side Video, 2016
- Le Premier des Indépendants, livre complément du film Tuez Charley Varrick !, Wild Side Video 2017
- Au-delà des Grilles, livre complément du film Le Prisonnier d'Alcatraz, Wild Side Video 2018
- Midi-Minuit, avec Massimo Semerano, (BD), Dupuis, 2018
- Nada, avec Max Cabanes, (BD), Dupuis, 2018
- Morgue pleine, avec Max Cabanes, (BD), Dupuis, 2021
- Conan le Cimmérien, tome 11 : Le Dieu dans le sarcophage, avec Emmanuel Civiello, (BD), Glénat, 2021

### Livres-jeux
Liste des livres-jeux :
- Coll. « Superpouvoirs », éd. Hachette
  - La Nuit du météore (no 1), avec Dominique Monrocq, 1986
  - Masque Jaune (no 2), avec Dominique Monrocq, 1986
- Coll. « La Saga du prêtre Jean », éd. Hachette
  - La Forteresse d'Alamuth (no 1), avec Dominique Monrocq, 1986
  - L'Oeil du sphinx (no 2), avec Dominique Monrocq, 1986
  - Les Mines du roi Salomon (no 3), avec Dominique Monrocq et Michel Pagel, 1986
  - Les Mystères de Babylone (no 4), avec Jacques Collin, 1986
  - Les Adorateurs du mal (no 5), avec Dominique Monrocq et Jacques Collin, 1987
- Coll. « Sindbad le magnifique », éd. Le Livre de poche
  - Le Prince des voleurs (no 1), avec Michel Pagel et Fred Gordon, 1987
- Coll. « Légendes et maléfices », éd. Le Livre de poche
  - La Naissance du mal (no 1), avec Stéphane Salvetti, 1987
- Coll. « Vous êtes Adam Drake », éd. Delcourt
  - La Citadelle pourpre (no 1), avec Stéphane Salvetti, 1988

## Filmographie

### Cinéma
- Le Jour des Corbeaux, court-métrage (1999)
- Brocéliande (2002)
- Sable noir, épisode La Villa du Crépuscule (2006)

### Télévision
- Blue Trane (1992) (collaboration)
- Anything for John (1993)
- Claude Chabrol: Une partie de plaisir (1994)
- Chien-Loup: Un portrait de Cyril Collard (1994)
- Mademoiselle Moreau (1995)
- Numéros de Série (1995)
- Bernard Blier (1996)
- Lino : un portrait de Lino Ventura (1996)
- Les deniers du culte /Hollywood rated « R » (1997)
- David Friedman: Portrait d’un Exploiteur (1997)
- Memories of John (2012)